# اسب‌ها (فیلم)
اسب‌ها (ایتالیایی: Cavalli) فیلمی ایتالیایی در سبک درام است که در سال ۲۰۱۴ منتشر شد.